# チャコガエル
チャコガエル (Chacophrys pierotti) は、ツノガエル科に分類されるカエル。本種のみでチャコガエル属を形成する。

## 分布
標高70-200メートルのチャコ地帯に生息する。アルゼンチン北部、パラグアイ、ボリビアから報告がある。

## 形態
体長4.5-5.5センチメートル。体形は丸い。体色は緑色や褐色で、暗色の斑紋が入る。
以前は同科のクランウェルツノガエルとネコメタピオカガエルの属間雑種とされたこともあった。

## 生態
地中棲。危険を感じると、体を膨らませて威嚇する。
食性は動物食で、昆虫類や甲殻類、魚類、両生類などを食べる。
繁殖形態は卵生で、雨季に水溜りなどに1回に500個の卵を産む。

## 飼育方法
本種は飼育されることもある。クランウェルツノガエル